# Iunie 1980
Acest articol este generat integral pe baza informațiilor din articolul 1980 și este actualizat periodic de un robot.
 Editările făcute în articol vor fi șterse la următoarea actualizare! Dacă doriți să faceți modificări, editați articolul-sursă.

ianuarie -
februarie -
martie -
aprilie -
mai -
iunie -
iulie -
august -
septembrie -
octombrie -
noiembrie -
decembrie
Iunie 1980 a fost a șasea lună a anului și a început într-o zi de duminică.

## Evenimente
- 1 iunie: CNN (Cable News Network). Filială a companiei americane TBS (Turner Broadcasting System), creată de Ted Turner pentru a difuza emisiuni de știri în direct 24 de ore din 24, folosind sateliți pentru a transmite reportaje.

## Nașteri
- 3 iunie: Amauri (Amauri Carvalho de Oliveira), jucător italian de fotbal de etnie braziliană (atacant)
- 3 iunie: Tamim bin Hamad Al Thani, emir al Qatarului (din 2013)
- 5 iunie: Victor Slav, manechin, și vedetă de televiziune, român
- 9 iunie: Sascha Kirschstein, fotbalist german (portar)
- 9 iunie: Nikolai Novosjolov, scrimer estonian
- 9 iunie: Marcin Wasilewski, fotbalist polonez
- 12 iunie: Michal Kubala, fotbalist slovac
- 13 iunie: Kenenisa Bekele, atlet etiopian
- 13 iunie: Sarah Connor, cântăreață germană
- 14 iunie: Mihai Bobonete, actor român
- 13 iunie: Florent Johan Malouda, fotbalist francez
- 13 iunie: Daniel-Codruț Blaga, politician
- 15 iunie: Iker Romero, handbalist spaniol
- 16 iunie: Brandão (Evaeverson Lemos da Silva), fotbalist brazilian (atacant)
- 16 iunie: Sibel Kekilli, actriță germană
- 16 iunie: Daré Nibombé, fotbalist togolez
- 17 iunie: Venus Williams, jucătoare americană de tenis, sora Serenei Williams
- 18 iunie: David Giuntoli, actor american
- 18 iunie: Radu-Cosmin Preda, politician român
- 18 iunie: Sinta Weisz, actriță germană
- 21 iunie: Cristina Rus, cântăreață română de muzică dance/pop
- 22 iunie: Stephanie Jacobsen, actriță australiană
- 23 iunie: Francesca Schiavone, jucătoare italiană de tenis
- 24 iunie: Cicinho (Cícero João de Cézare), fotbalist brazilian
- 24 iunie: Minka Kelly, actriță americană
- 25 iunie: Inma Cuesta, actriță spaniolă
- 25 iunie: Alexandru Nazare, politician român
- 27 iunie: Hugo Armando Campagnaro, fotbalist argentinian
- 27 iunie: Takahiro Futagawa, fotbalist japonez
- 30 iunie: Ion Ceban, politician din R. Moldova

## Decese
Naum Ahiezer, 79 ani, matematician rus de etnie evreiască (n. 1901)
Henry Miller (n. Henry Valentine Miller), 88 ani, scriitor american (n. 1891)
Avraham Halfi, 76 ani, poet și actor israelian (n. 1904)
Nicolae Mărgineanu, psiholog român (n. 1905)
Zoltán Farkas, 66 ani, regizor maghiar (n. 1913)
Kazimierz Kuratowski, 84 ani, matematician polonez (n. 1896)